# Ryan Babel
Ryan Guno Babel, nizozemski nogometaš, * 19. december 1986, Amsterdam, Nizozemska.
Babel je vezni igralec oz. napadalec, trenutno igra za turški Eyüpspor in nizozemsko nogometno reprezentanco.